# Gumiane
Gumiane est une commune française située dans le département de la Drôme, en région Auvergne-Rhône-Alpes.

## Géographie

### Localisation
Gumiane est située à 28 km à l'est de Dieulefit, à 15 km à l'ouest de La Motte-Chalancon et à 9 km au sud de Saint-Nazaire-le-Désert.

### Relief et géologie

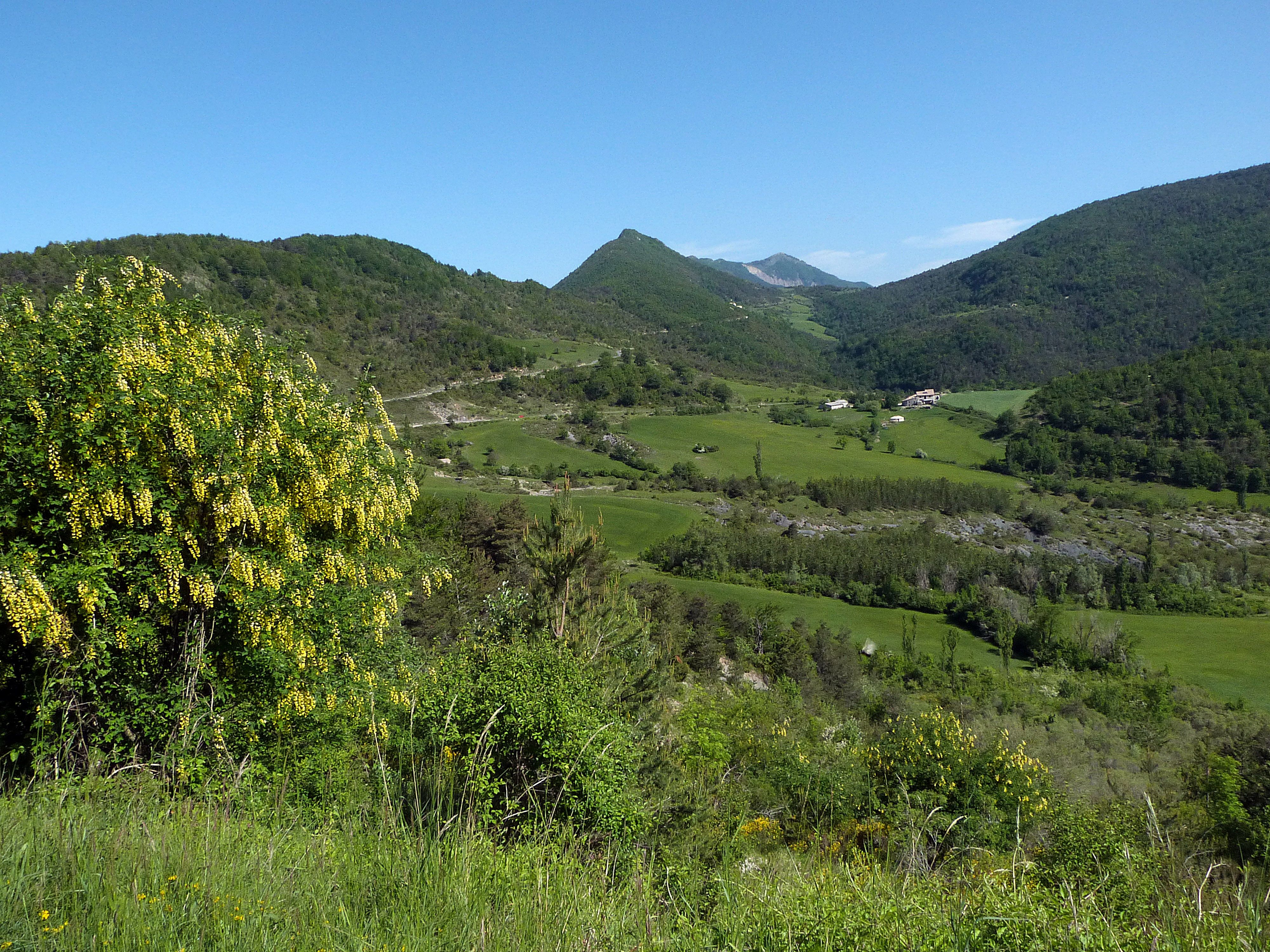
Vue du paysage à Gumiane

La commune est au pied de la montagne d'Angèle (1 606 m). Le point culminant de la commune est le Merlu[réf. nécessaire].
Sites particuliers :
- Le col Lescou (829 mètres) (panorama)[2].

### Hydrographie
- La commune est arrosée par un ruisseau du même nom, la Gumiane, qui a sa source sur la commune de Gumiane, traverse celle de Bouvières et se jette dans le Roubion après un cours de 3,85 km. En 1891, sa largeur moyenne était de sept mètres, sa pente de 134 mètres, son débit ordinaire de 0,05 m3, extraordinaire de 15 m3[3].
- La Roanne a sa source sur la commune[2].

### Climat
Pour des articles plus généraux, voir Climat d'Auvergne-Rhône-Alpes et Climat de la Drôme.
En 2010, le climat de la commune est de type climat des marges montargnardes, selon une étude du CNRS s'appuyant sur une série de données couvrant la période 1971-2000. En 2020, Météo-France publie une typologie des climats de la France métropolitaine dans laquelle la commune est exposée à un climat de montagne ou de marges de montagne et est dans la région climatique Alpes du sud, caractérisée par une pluviométrie annuelle de 850 à 1 000 mm, minimale en été.
Pour la période 1971-2000, la température annuelle moyenne est de 10,3 °C, avec une amplitude thermique annuelle de 16,7 °C. Le cumul annuel moyen de précipitations est de 1 022 mm, avec 8,2 jours de précipitations en janvier et 4,7 jours en juillet. Pour la période 1991-2020, la température moyenne annuelle observée sur la station météorologique de Météo-France la plus proche, sur la commune de Saint-Nazaire-le-Désert à 7 km à vol d'oiseau, est de 10,5 °C et le cumul annuel moyen de précipitations est de 1 011,8 mm,. Pour l'avenir, les paramètres climatiques de la commune estimés pour 2050 selon différents scénarios d'émission de gaz à effet de serre sont consultables sur un site dédié publié par Météo-France en novembre 2022.

## Urbanisme

### Typologie
Au 1er janvier 2024, Gumiane est catégorisée commune rurale à habitat très dispersé, selon la nouvelle grille communale de densité à sept niveaux définie par l'Insee en 2022.
Elle est située hors unité urbaine et hors attraction des villes,.

### Occupation des sols
L'occupation des sols de la commune, telle qu'elle ressort de la base de données européenne d’occupation biophysique des sols Corine Land Cover (CLC), est marquée par l'importance des forêts et milieux semi-naturels (76,1 % en 2018), une proportion identique à celle de 1990 (76,1 %). La répartition détaillée en 2018 est la suivante : 
forêts (58,2 %), prairies (20,5 %), milieux à végétation arbustive et/ou herbacée (17,9 %), zones agricoles hétérogènes (3,4 %). L'évolution de l’occupation des sols de la commune et de ses infrastructures peut être observée sur les différentes représentations cartographiques du territoire : la carte de Cassini (XVIIIe siècle), la carte d'état-major (1820-1866) et les cartes ou photos aériennes de l'IGN pour la période actuelle (1950 à aujourd'hui).

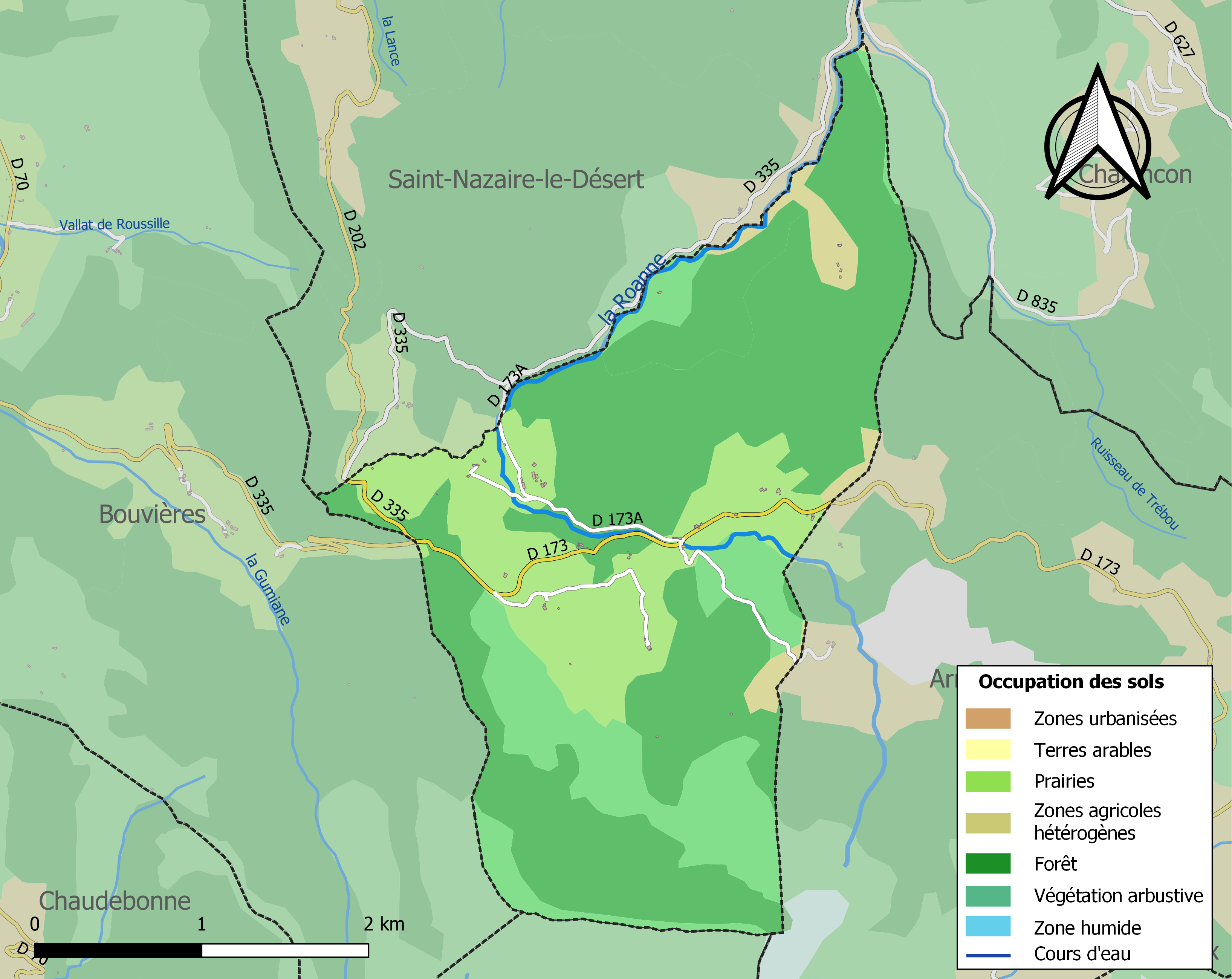
Carte des infrastructures et de l'occupation des sols de la commune en 2018 (CLC).
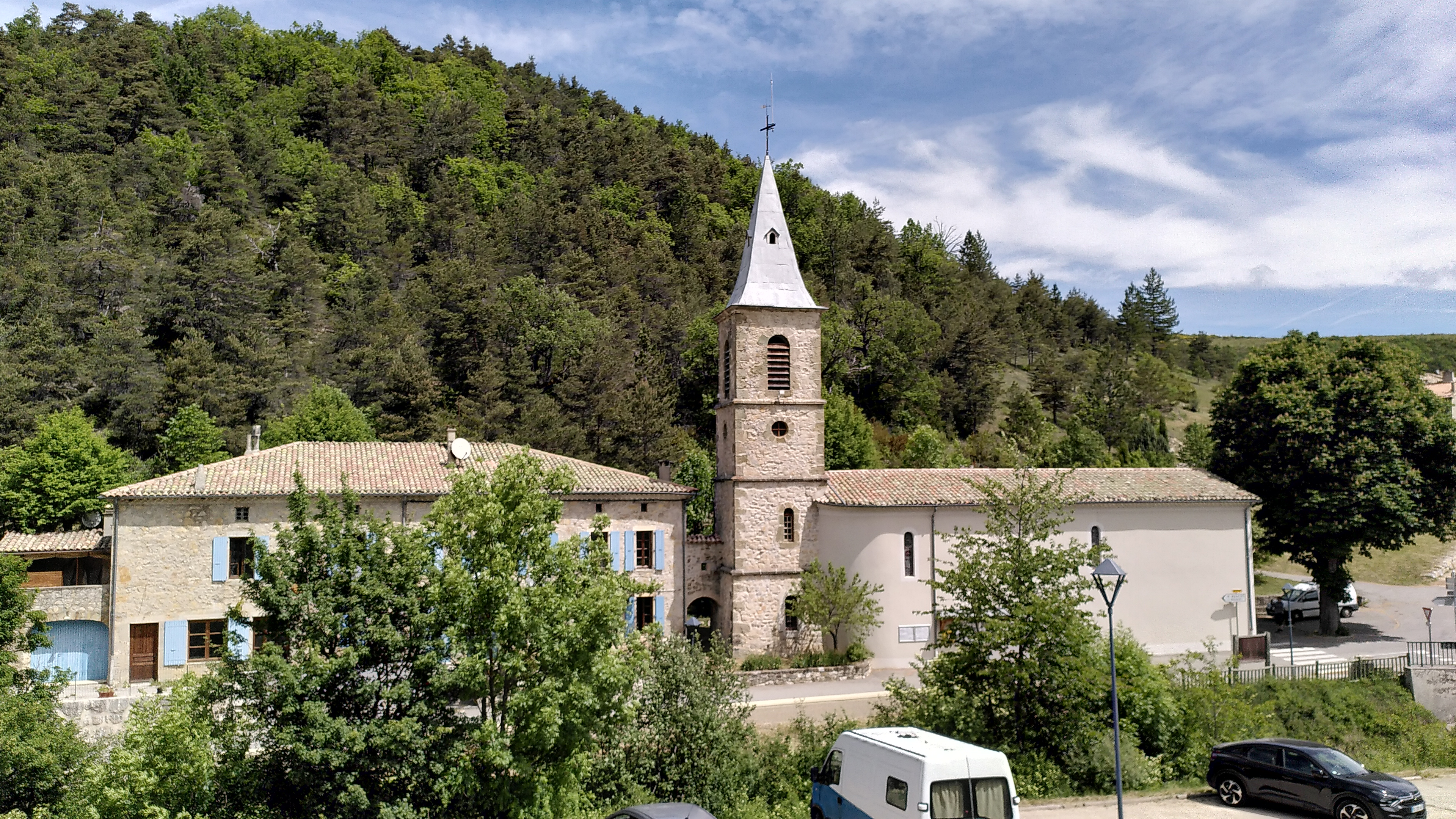
Église et mairie de Gumiane.

## Toponymie

### Attestations
Dictionnaire topographique du département de la Drôme :
- XIVe siècle : mention de la paroisse : capella de Gumana (pouillé de Die).
- 1509 : Eguminienna (visites épiscopales).
- 1509 : mention de l'église paroissiale Saint-Pierre : ecclesia parrochialis Sancti Petri de Guminiana (visites épiscopales).
- 1516 : mention du prieuré : prioratus Guimianae (rôle de décimes).
- 1528 : locus Gumianae (Mém. pour la commune d'Arnayon).
- 1529 : mention du mandement : mandamentum Gumianae (inventaire de la chambre des comptes).
- 1610 : mention de l'église qui est désormais dédiée à la Vierge : Nostre Dame de Gumiane (archives de la Drôme, E 2357).
- 1685 : mention de l'église qui est à nouveau dédiée à saint Pierre : cure de Saint-Pierre de Gumiane (archives de la Drôme, E 2149).
- 1891 : Gumiane, commune du canton de la Motte-Chalancon.

## Histoire

### Du Moyen Âge à la Révolution
La seigneurie :
- Au point de vue féodal, Gumiane était une terre du fief des évêques de Die.
- Possession des comtes de Diois.
- Passe (par héritage) aux Isoard d'Aix.
- 1314 : passe (par mariage) aux princes d'Orange de la maison de Baux, qui la possède encore en 1372.
- 1540 : possession des Brotin.
- Elle passe aux Eurre qui font entrer cette terre dans leur marquisat de Montanègue.
- 1750 : le marquisat est acquis par les Verdeilhan des Fourniels, derniers seigneurs de Gumiane.

Le mandement de Gumiane avait la même étendue que la commune de ce nom.
Avant 1790, Gumiane était une communauté de l'élection de Montélimar, subdélégation de Crest et du bailliage de Die.

Elle formait une paroisse du diocèse de Die, dont l'église, dédiée premièrement aux saints Pierre et Paul puis à la sainte Vierge, puis à nouveau à saint Pierre, dépendait du prieur de Villeperdrix qui y prenait la dîme et présentait à la cure.

### De la Révolution à nos jours
En 1790, la commune est comprise dans le canton de Saint-Nazaire-le-Désert. La réorganisation de l'an VIII (1799-1800) la place dans celui de la Motte-Chalancon.

## Politique et administration

### Liste des maires
| Période                                  | Période                      | Identité                            | Étiquette        | Qualité       |
| ---------------------------------------- | ---------------------------- | ----------------------------------- | ---------------- | ------------- |
| Les données manquantes sont à compléter. |                              |                                     |                  |               |
| 1871                                     |                              | ?                                   |                  |               |
| 1874                                     |                              | ?                                   |                  |               |
| 1878                                     |                              | ?                                   |                  |               |
| 1884                                     |                              | ?                                   |                  |               |
| 1888                                     |                              | ?                                   |                  |               |
| 1892                                     |                              | ?                                   |                  |               |
| 1896                                     |                              | ?                                   |                  |               |
| 1900                                     |                              | ?                                   |                  |               |
| 1904                                     |                              | ?                                   |                  |               |
| 1908                                     |                              | ?                                   |                  |               |
| 1912                                     |                              | ?                                   |                  |               |
| 1919                                     |                              | ?                                   |                  |               |
| 1925                                     |                              | ?                                   |                  |               |
| 1929                                     |                              | ?                                   |                  |               |
| 1935                                     |                              | ?                                   |                  |               |
| 1945                                     |                              | ?                                   |                  |               |
| 1947                                     |                              | ?                                   |                  |               |
| 1953                                     |                              | ?                                   |                  |               |
| 1959                                     |                              | ?                                   |                  |               |
| 1965                                     |                              | ?                                   |                  |               |
| 1971                                     |                              | ?                                   |                  |               |
| 1977                                     |                              | ?                                   |                  |               |
| 1983                                     |                              | ?                                   |                  |               |
| 1989                                     |                              | ?                                   |                  |               |
| 1995                                     |                              | ?                                   |                  |               |
| 2001                                     | 2008                         | Marc Chancel                        |                  |               |
| 2008                                     | 2014                         | Marc Chancel                        |                  | maire sortant |
| 2014                                     | 2020                         | Alain Gondouin                      | (sans étiquette) | avocat        |
| 2020                                     | En cours (au 9 janvier 2021) | Daniel Chauvin[source insuffisante] |                  |               |

## Population et société

### Démographie
L'évolution du nombre d'habitants est connue à travers les recensements de la population effectués dans la commune depuis 1793. Pour les communes de moins de 10 000 habitants, une enquête de recensement portant sur toute la population est réalisée tous les cinq ans, les populations de référence des années intermédiaires étant quant à elles estimées par interpolation ou extrapolation. Pour la commune, le premier recensement exhaustif entrant dans le cadre du nouveau dispositif a été réalisé en 2006.

En 2022, la commune comptait 20 habitants, en stagnation par rapport à 2016 (Drôme : +2,64 %, France hors Mayotte : +2,11 %).
| 1793 | 1800 | 1806 | 1821 | 1831 | 1836 | 1841 | 1846 | 1851 |
| ---- | ---- | ---- | ---- | ---- | ---- | ---- | ---- | ---- |
| 175  | 136  | 163  | 191  | 174  | 161  | 161  | 172  | 178  |

| 1856 | 1861 | 1866 | 1872 | 1876 | 1881 | 1886 | 1891 | 1896 |
| ---- | ---- | ---- | ---- | ---- | ---- | ---- | ---- | ---- |
| 196  | 178  | 155  | 136  | 143  | 142  | 132  | 116  | 149  |

| 1901 | 1906 | 1911 | 1921 | 1926 | 1931 | 1936 | 1946 | 1954 |
| ---- | ---- | ---- | ---- | ---- | ---- | ---- | ---- | ---- |
| 110  | 102  | 101  | 90   | 87   | 86   | 73   | 61   | 56   |

| 1962 | 1968 | 1975 | 1982 | 1990 | 1999 | 2006 | 2011 | 2016 |
| ---- | ---- | ---- | ---- | ---- | ---- | ---- | ---- | ---- |
| 56   | 50   | 44   | 43   | 41   | 33   | 28   | 23   | 20   |

| 2021 | 2022 | - | - | - | - | - | - | - |
| ---- | ---- | - | - | - | - | - | - | - |
| 20   | 20   | - | - | - | - | - | - | - |

### Enseignement
La commune relève de l'académie de Grenoble.

### Manifestations culturelles et festivités
Fête : dimanche suivant le 29 juin.

### Médias
Le territoire de la commune de Gumiane se situe dans l'aire de diffusion de plusieurs médias :
- Presse écrite
  - Le Dauphiné libéré, quotidien régional qui consacre, chaque jour, y compris le dimanche, dans son édition de « La vallée de la Drôme » un ou plusieurs articles à l'actualité du canton et de la commune, ainsi que des informations sur les éventuelles manifestations locales, les travaux routiers, et autres événements divers à caractère local.
  - L'Agriculture Drômoise, journal d'informations agricoles et rurales, couvre l'ensemble du département de la Drôme.
  - Drôme Hebdo (ancien Peuple Libre), hebdomadaire chrétien d'informations.
- Presse audio-visuelle
  - France Bleu est une radio publique diffusée sur son territoire.

## Économie

### Agriculture
En 1992 : tilleul, pâturages (ovins, caprins).
- Produits locaux : fromage Picodon[2].

## Culture locale et patrimoine

### Lieux et monuments
- Ancien site de l'église et cimetière, comportant des tombes en lauzes et poteries médiévales, à Basse-Gumiane[réf. nécessaire].
- Petite église du XIXe siècle[2].
  - Église Notre-Dame de Gumiane, communale du XIXe siècle à Gumiane-le-Haut[réf. nécessaire].

### Héraldique, logotype et devise
|  | Gumiane possède des armoiries dont l'origine et le blasonnement exact ne sont pas disponibles. |